# Tipo textual cesáreo

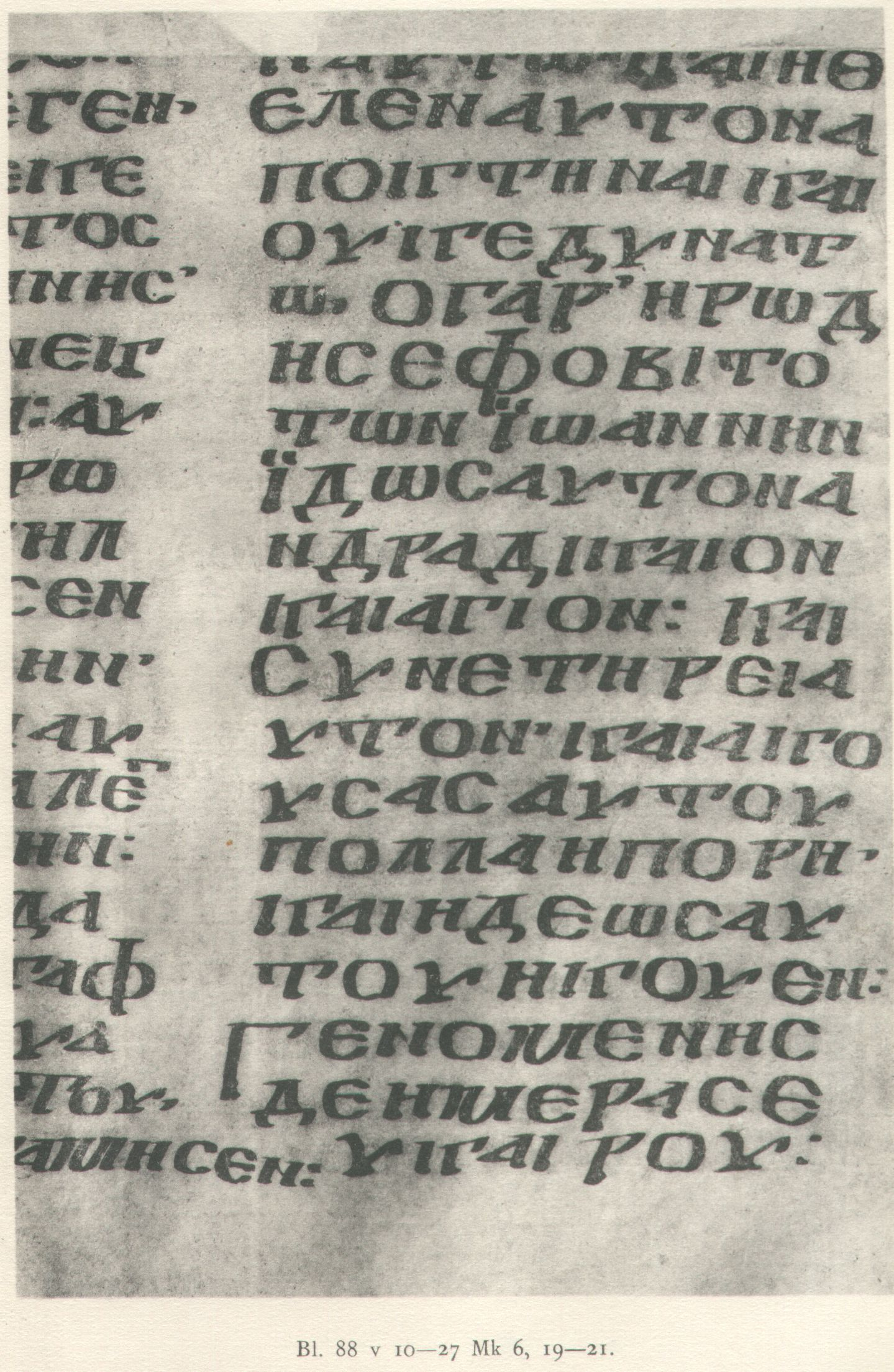
Codex Coridethianus

En la crítica textual del Nuevo Testamento, el término tipo textual cesáreo es propuesto por ciertos eruditos para denotar un patrón consistente de variantes de lectura que se afirma evidente en ciertos manuscritos bíblicos de los cuatro Evangelios en griego koiné, pero que no se encuentra en ninguno de los otros tipos de texto del Nuevo Testamento comúnmente reconocidos (bizantino, occidental y alejandrino).
En particular, se ha propuesto la presencia de un tipo de texto común: en el Codex Coridethianus del siglo IX/X; en el Codex Basilensis A. N. IV. 2 (un manuscrito griego de los Evangelios usado con moderación por Erasmo de Róterdam en su Nuevo Testamento koiné impreso de 1516); y en aquellas citas de los Evangelios que se encuentran en las obras del siglo III de Orígenes, que fueron escritas después de que se hubiera establecido en Cesarea. Las primeras traducciones de los Evangelios en armenio y georgiano también parecen dar testimonio de muchas de las lecturas cesáreas características propuestas, al igual que el pequeño grupo de manuscritos en minúscula del Nuevo Testamento clasificados como Familia 1 y Familia 13. Sin embargo, algunos críticos textuales, como Kurt y Barbara Aland, han cuestionado la existencia de un tipo textual cesáreo propiamente dicho.

## Descripción
Una lectura común particularmente distintiva del tipo de texto propuesto se encuentra en Mateo 27:16-17, donde el bandido liberado por Poncio Pilato, en lugar de Jesús, es nombrado como "Jesús Barrabás" en vez de simplemente "Barrabás", como en todos los demás testigos supervivientes. Orígenes señala en particular que la forma "Jesús Barrabás" era común en los manuscritos de Cesarea Marítima, mientras que no había encontrado esta lectura en su residencia anterior en Alejandría. Por lo demás, las lecturas cesáreas presentan una ligera tendencia parafrástica que parece situarlas entre los tipos de texto alejandrino, más concisos, y los occidentales, más expansivos. No se afirma que ninguno de los manuscritos cesáreos supervivientes sea testigo de un tipo puro de texto, ya que todos parecen haber sido asimilados en algún grado con lecturas del tipo textual bizantino.
Algunos autores han cuestionado la validez de esta agrupación, alegando que la clasificación es resultado de una investigación deficiente. Si bien el tipo textual cesáreo existe, solo se encuentra en los Evangelios, y la mayoría de los estudios se centran en las lecturas de Marcos; el tipo textual no está tan bien definido en Mateo, Lucas y Juan. Los testigos cesáreos propuestos no parecen tener lecturas distintivas comunes en el resto del Nuevo Testamento. Algunos manuscritos cesáreos incluyen el llamado Colofón de Jerusalén.
El tipo de texto cesáreo fue descubierto y nombrado por el erudito bíblico Burnett Hillman Streeter en 1924. Según algunos eruditos como Kurt y Barbara Aland, es solo un tipo de texto hipotético. No existen manuscritos cesáreos puros. En muchos casos, es difícil decidir la lectura original del grupo, por ejemplo en Marcos 1:16: LIII : 
αμφιβαλλοντας τα δικτυα — ƒ13 565.
αμφιβληστρα βαλλοντας — ƒ1 : αμφιβληστρον βαλλοντας — 700.
βαλλοντας αμφιβληστρον — 28.
Clasificación siglia
- Hermann von Soden - Iota (Jerusalén) (I), en parte (los testigos de "cesárea" más fuertes se encuentran en el grupo Iα de Soden, siendo la familia 1 su Iη y la familia 13 siendo Iι).
- Kirsopp Lake, un destacado crítico textual británico, desarrolló la hipótesis de la relación entre ƒ1, ƒ13, Θ, 565, 700 y 28.[4] Streeter profundizó en el trabajo de Lake al señalar a Cesarea como la ubicación original de la familia.[5]
- Frederic Kenyon — Gamma (γ)[6]
- Marie-Joseph Lagrange — C

## Testigos potenciales
Los primeros testimonios potenciales de algo similar a los manuscritos cesáreos son el Papiro 45 (𝔓45) y algunos de los manuscritos (ahora inexistentes) utilizados por Orígenes. Según el biblista Teófilo Ayuso, el Papiro 45 y las citas de Orígenes se consideran "protocesáreos". Sin embargo, el texto cesáreo completo solo aparece posteriormente en manuscritos como el Coridethianus (Θ) y los manuscritos armenios y georgianos tempranos. A pesar de esta asociación del 𝔓45 con un tipo de texto "proto" o "precesáreo", el erudito bíblico Larry Hurtado descartó cualquier tipo de afiliación entre el 𝔓45 y el tipo de texto cesáreo. Argumentó únicamente que el 𝔓45 y el Códice Washingtoniano (W) tenían una estrecha relación en el Evangelio de Marcos, pero no con ningún otro testimonio considerado representativo del tipo de texto cesáreo. Por lo tanto, Hurtado afirma que "los testigos 'precesáreos' no son cesáreos en absoluto" y, en consecuencia, 𝔓45 y W "no pertenecen a ningún tipo de texto principal".
| Símbolo                               | Nombre                     | Siglo       | Contenido             |
| Θ (038)                               | Codex Coridethianus        | IX          | Marcos                |
| 565                                   | Minúscula 565              | IX          | Evangelios            |
| 28.                                   | Minúscula 28               | XI          | Evangelio de Marcos   |
| 700.                                  | Minúscula 700              | XI          | Evangelios            |
| 1. y el resto de la Familia 1 (ƒ1)    | Minúscula 1, 118, 131, 209 | XII, XI-XV  | Evangelios únicamente |
| 13. y el resto de la Familia 13 (ƒ13) | Minúscula 13, 69, 124, 346 | XIII, XI-XV | Evangelios únicamente |

Otros manuscritos
𝔓29, 𝔓38, 𝔓41, 𝔓48, Uncial 0188, 174, 230, 406 (?), 788, 826, 828, 872 (Marcos únicamente), 1071, 1275, 1424 (Marcos únicamente), 1604, 2437, ℓ 32.

## Características textuales
(Testigos aparentes de cesárea en Negrita)
Mateo 8:13
και υποστρεψας ο εκατονταρχος εις τον οικον αυτου εν αυτη τη ωρα ευρεν τον παιδα υγιαινοντα (y cuando el centurión volvió a su casa en aquella hora, encontró bien al esclavo) - א C (N) Θ (0250) ƒ1 (33. 1241.) g1 syrh : omitir. - La mayoría de los manuscritos: 18 
Mateo 13:35
δια Ησαιου του προφητου (a través del profeta Isaías) – Θ ƒ1 ƒ13 33. : δια του προφητου (a través del profeta) — Mayoría de los manuscritos: 50 
Mateo 20:23
και το βαπτισμα ο εγω βαπτιζομαι βαπτισθησεσθε (y ser bautizados con el bautismo con el que yo soy bautizado) - mayoría de manuscritos : omitir. — א B D L Z Θ 085 ƒ1 ƒ13 it syrs, c sa: 56 
Mateo 27:16-17
Ιησουν τον Βαραββαν (Jesús Barrabás) — Θ ƒ1 700.* syrs, pal arm geo : τον Βαραββαν (Barrabás) - Mayoría de los manuscritos
Marcos 8:14
ενα μονον αρτον εχοντες (solo tener un pan) —  Θ ƒ1 565. 700 k sa : omitir - mayoría de los manuscritos
Marcos 8:15
των Ηρωδιανων (de los herodianos) — 𝔓45 W Θ ƒ1 ƒ13 28. 565. 1365. i k copsa arm geo : Ηρωδου (de Herodes) — mayoría de los manuscritos
Marcos 8:17
εν ταις καρδιαις υμων, ολιγοπιστοι (en vuestros corazones, oh poco creyentes) — Θ 28. 565. 700. pc syrh : omitir. - la mayoría de los manuscritos
Marcos 9:29
προσευχη και νηστεια (oración y ayuno) — 𝔓45 A C D L W Θ Ψ ƒ1 ƒ13 Mayoría de manuscritos : προσευχη (oración) — א B 0274 k.
Marcos 10:19
μη αποστερησης (no defraudar) — א A B2 C D X Θ 565. 892. 1009. 1071. 1195. 1216. 1230. 1241 1253. 1344. 1365. 1646. 2174. Byz Lect : omitir. — B* K W Δ Ψ ƒ1 ƒ13 28 700 1010. 1079. 1242. 1546. 2148. ℓ 10 ℓ 950 ℓ 1642 ℓ 1761 syrs arm geo: 165 
Marcos 12:1
ανθρωπος τις εφυτευσεν αμπελωνα (cierto hombre plantó un viñedo) — W Θ ƒ13 565 aur c
αμπελωνα ανθρωπος εφυτευσεν (un hombre plantó una viña) — א Β C Δ Ψ 33. 1424.
Marcos 12:7
θεασαμενοι αυτον ερχομενον ειπαν προς εαυτους (al verlo venir, dijo hacia ellos) — Θ 565. 700. c
θεασαμενοι αυτον ερχομενον ειπον (al verlo venir, dijo) — N ƒ13 28.
προς εαυτους ειπαν οτι (les dijo: "Porque...") — א Β C L W Ψ 33. 892.
ειπαν προς εαυτους (dijo hacia ellos) — D
ειπον προς εαυτους οτι (les dijo: "Porque...") — A - mayoría de los manuscritos
Marcos 13:6
λέγοντες ὅτι Ἐγώ ο Xρηστός (diciendo que, "Yo soy el Mesías") — W Θ ƒ13 28 61. 115. 255. 299. 565. 700. 1071. b c g2 l vgmss sa bo geob arm arabms Cyp : λέγοντες ὅτι Ἐγώ εἰμι (diciendo que, "Yo soy él") - mayoría de los manuscritos